# Heian Godan
Heian Godan ist die fünfte und letzte Kata der Heian-Gruppe. Der Karateka führt sie bei der Prüfung zum 4. Kyū (2. Violettgurt bzw. Blaugurt) vor. Sie besteht aus 25 Bewegungen und soll in einer Zeit von ungefähr 50 Sekunden ausgeführt werden.
In ihr vereinigen sich mehrere Grundprinzipien des Karate: Mizu nagare-gamae stellt ein bedeutendes Prinzip der Abwehrtechniken dar, wechselnde Abwehrformen zwischen Gedan, Jodan und Chudan, Ergreifen des gegnerischen Arms und Kontern, Kontertechnik mit Blickwechsel, Vermeiden eines Angriffs durch einen Sprung, Abwehren und Kontern (Tai-sabaki) mit Nagashi-Techniken, die klassische Kamaekata Manji-gamae und so weiter. Durch die Vielfalt der Techniken lehrt diese Kata bereits einen umfangreichen Kampfstil. Gleichzeitig stellt ihre Ausführung jedoch hohe Ansprüche an Rhythmus und Timing. Die Kata kombiniert abwechselnd schnell aufeinander folgende Bewegungen mit schnell ausgeführten Techniken. 